# Великозимницкий сельсовет
Великозимницкий сельсовет (бел. Вяліказімні́цкі сельсавет) — упразднённая административно-территориальная единица в составе Славгородского района Могилёвской области. Административный центр — деревня Большая Зимница.

## История
Образован 20 августа 1924 года как Великозимницкий (Зимницкий, Малозимницкий) сельсовет в составе Журавичского района Могилёвского округа БССР. После упразднения окружной системы 26 июля 1930 года в Журавичском районе БССР. С 8 июля 1931 года в составе Быховского района, с 12 февраля 1935 года в составе Довского района, который 5 апреля 1935 года переименован в Журавичский район.
С 20 февраля 1938 года в составе Гомельской области.
С 17 декабря 1956 года сельсовет в составе Быховского района Могилёвской области.
29 июня 1957 года населённые пункты Драгунск, Михаловка, Блюев и Прилеповка из состава Великозимницкого сельского Совета Быховского района Могилёвской области перечислены в состав Журавичского сельского Совета Рогачёвского района Гомельской области.
С 31 марта 1958 года в составе Славгородского района.
30 ноября 1961 года упразднен, территория присоединена к Баханскому сельсовету.

## Состав
- Большая Зимница — деревня